# Santa Maria Regina Coeli
Santa Maria Regina Coeli je rimokatolička crkva u središnjem Napulju, Italija.

## Povijest
Nakon što je potres 1561. godine oštetio njihovu izvornu kuću u Napulju, časne sestre iz reda Lateranskih redovnica kanonica (ženski ogranak Redovnih kanonika Laterana) preselile su se u Palazzo Montalto, pokraj samostana San Gaudioso. Tu su sagradili novi samostan posvećen Svetoj Mariji Kraljici Neba (Regina Coeli). Sadašnja crkva sagrađena je do 1594. pod vodstvom Luciana Quaranta. Zgradu je rekonstruirao Giovanni Vincenzo Della Monica, zatim Giovanni Francesco di Palma; i konačno Francesco Antonio Picchiatti 1682. godine. Godine 1812. časne su sestre premještene u samostan Gesù e Maria, a na njihovo mjesto useljene su sestre milosrdnice Saint Jeanne-Antide Thouret. Ovaj red i dalje posjeduje kompleks 2014. godine.
Ulazu prethode dva stubišta koja vode do pronaosa s arkadama, koji je freskama (1594.) izradila flamanska slikarica Loise Croys, učenica Paula Brila. Desno od sakristije uzdiže se osmerokutni zvonik uz Via Pisanelli.
Unutrašnjost ima ukrase iz 18. stoljeća. Drveni strop dizajnirao je Pietro De Marino, a na njemu su platna Stanzionea; Uz prozore su slike Luce Giordana, Miccoa Spadara, Giovana Battiste Beinaschija i Pietra del Pòa. Apsida ima kupolu, žbukanu 1683., dok je oltar u 17. stoljeću dovršio Giovanni Mozzetta. Na zidovima su freske Pietra Bardellina. Ostale freske u crkvi djelo je Lorenza Vaccara. U četvrtoj kapeli nalazi se Giordanova slika, au sakristiji Pietà Filippa Vitalea.

## Klaustar
U klaustru se nalazi poprsje San Vincenza de' Paolija i Santa Giovanna Antida Thoureta. Rekonstrukcije su izvršene 1599. godine, a daljnje radove na samostanu izvodio je u drugoj polovici 17. stoljeća arhitekt Francesco Antonio Picchiatti.
- Glavna lađa
- stropne freske na ulazu
- Klaustar

## Vanjske poveznice
|  | Zajednički poslužitelj ima još gradiva o temi Santa Maria Regina Coeli |